# Voormalige Koninklijke IJskelders (Oudergem)
De Voormalige Koninklijke IJskelders op de Waversesteenweg 1013-1015 in de Brusselse gemeente Oudergem werden in 1875 en 1894 door Jean-Philippe Sommereyns gebouwd. Door de groei van de stad werd de nood aan ijs voor de bewaring van voedsel groter, en dus ook de nood aan ijskelders. Na de Eerste Wereldoorlog raakten de kelders in onbruik.
Aan de overzijde van de Triomflaan ligt de Campus Etterbeek van de VUB.

## Geschiedenis
De onder Leopold II ingezette groei van Brussel had ook zijn impact op Oudergem. De grote Brasserie de la Chasse Royale in de Kazernewijk had een grote nood aan koelruimtes, waarop de familie Sommereyns in 1875 besliste een grote ijskelder en bijhorende ijsfabriek aan te leggen onder de naam Glacières Royales. Later kwamen er nog een tweede kelder en ijsfabriek bij.
Door de opkomst van de koelkast na de Eerste Wereldoorlog verdween de nood aan ijskelders. Die werden vervolgens betrokken door een champignonkweker, terwijl het fabrieksgebouw werd overgenomen door een kolenhandelaar. Na de Tweede Wereldoorlog trok een garagist in het pand en verwerd de kelder tot stortplaats.
De Vrije Universiteit Brussel verwierf de gronden in 1979 maar ontdekte pas later dat de kelder een vergeten ijskelder was. De beschermingsprocedure van de site werd opgestart op 24 april 1987 en definitieve bescherming werd verkregen op 13 mei 1993.